# Pablus Gallinazus
Gonzalo Navas Cadena (Piedecuesta, Santander, 11 de julio de 1942), más conocido por su nombre artístico Pablus Gallinazo, es un cantautor, escritor y poeta colombiano. Estudió derecho en la Universidad Externado de Colombia y luego teatro. Junto a Eliana —La internacional nadaísta—, Lukas, Angelita, Luis Gabriel, y los duetos de Norman y Darío y Ana y Jaime fue uno de los principales repre-sentantes de la canción de protesta en Colombia. Fue reconocido por su cercanía al movimiento nadaísta, fundado por el poeta Gonzalo Arango, y por ser el autor de canciones como "Boca de chicle", popular en la voz de Óscar Golden.

## Canción protesta y nadaísmo
Fue sin duda uno de los más célebres intérpretes de canción protesta de Colombia y por el contenido combativo de las letras de sus canciones fue considerado el mayor exponente de su generación en lo relacionado con la música protesta en Latinoamérica, durante las décadas de 1960 y 1970. Se casó con Rosita Uribe, nadaísta en artes plásticas, quien falleció en 1972. Perteneció en su momento al movimiento Nadaísmo, que fue un movimiento de trascendencia nacional colombiano, que intentó romper los esquemas de la Academia de la Lengua, la literatura y la moral tradicional. Él como otros, perteneció a una generación de colombianos, que con defectos y virtudes, quisieron cambios, nuevos vientos alrededor de un modelo basado en las realidades sociales latinoamericanas.
Su primer disco, "Protesta de Pablus Gallinazo", fue editado entre 1966 y 1967 por Discos 15, asociada a la famosa Radio 15. Junto a los discos de Los Flippers, Los Ampex, Los Martins, Los Beatniks, Antony y su Conjunto y Las Estrellas de Fuego, Óscar Golden, Harold, Jairo Alonso, Keny Pacheco, Álvaro Román, Alex y Lyda Zamora, es considerado un incunable de la historia musical colombiana. El disco fue vetado por el Ministerio de Comunicaciones del gobierno de Carlos Lleras Restrepo, por considerarla una grabación con virulentas diatribas políticas, como «Una ciudad llamada Pablo» y «Sol en el andén».Esta última "pone en escena a una mujer iluminada por los rayos del sol, que aguarda sin esperanza la llegada de su amado. Desde el éter, un soldado lamenta su funesto destino: «he debido volver de la guerra en Oriente, mi amor, pero yo no llegué»
Habitó por algún tiempo, en la que hoy en día es llamada “La Casa del Libro Total”, en Bucaramanga. Es una casona remodelada perteneciente al casco antiguo de esa ciudad, en la que vivió Navas con su familia y en la que compuso sus primeras canciones. Fue amigo de Gonzalo Arango, fundador del Nadaísmo. Por casualidad, ingresó en la música con el seudónimo de 'El comandante'; porque sus poemas no tenían la repercusión que él esperaba, entonces decidió agregarles música y aprendió a tocar la flauta. Su carrera musical se inició con presentaciones gratuitas en sindicatos y universidades de la región, con baladas y canción protesta. El éxito de su primera balada, Boca de chicle, le creó una 'aureola de oropel', como fue llamado en su momento el compositor, entonces procedió a cobrar altos precios en sus presentaciones y el resultado fue opuesto, pues logró más popularidad. 
Eclipsado por su primer éxito musical, ganó en 1966 el premio de novela Nadaísta, con La pequeña hermana, cuyo nombre original era El caso de la bañera verde, publicada por Ediciones Tercer Mundo. La distinción lo animó a escribir la novela La bella Marangola, pero los ingresos que recibía por sus presentaciones siempre lo vincularían a la música, aplazando la terminación del libro hasta 1998. En 2007 publicó El libro de los amados, coautor con Tita Pulido. En 2011 produjo su obra Crónicas de sangre del general Antagónico Bermúdez, personaje que apareció en su novela La bella Marangola y que conjuga, a lo largo de sus devaneos, una profunda crítica social cargada de humor negro.

## Una flor para mascar
Entre sus composiciones musicales destacan Una flor para mascar, Sol en el andén, Boca de Chicle, Hay un niño en la calle,  El árbol y una flor, Mula revolucionaria, San Andrés Island, etcétera. En su carrera musical ha compuesto más de 100 canciones.  Sus composiciones fueron interpretadas por otros cantantes colombianos, como Oscar Golden con "Boca de Chile" y "Sol en el andén" (con un arreglo en su letra, que le eliminó todo el contexto de canción protesta), por grupos musicales como la orquesta Billo's Caracas Boys de Venezuela, en la voz del venezolano José “Cheo” García, con la canción "Una flor para mascar", y en el “Festival Internacional de la Canción de Bogotá de 1971”, realizado en el “Teatro Jorge Eliécer Gaitán”, el participante de La Nueva Ola chilena Carlos Contreras, ganó el festival interpretando la canción, “Una flor para mascar”, de autoría de Pablus Gallinazus. Una flor para mascar, de acuerdo a su género, canción protesta, es posiblemente la más difundida en Colombia, de su época.

## Seudónimo
Dado el renombre nacional de Gonzalo Arango, decide adoptar un seudónimo. Escogió “Pablus” porque en esa época estaba de moda el nombre Pablo, como  Pablo VI, Pablo Picasso, Pablo Neruda o Pablo Casals, y “Gallinazus” porque el gallinazo era el único animal que en la Heráldica no estaba ocupado.

## En la cultura
En 2022 se lanzó un documental llamado Pablus Gallinazo, sobre su vida y legado.